# Сірхінська мова
Сірхінська мова (самоназва: сирхІва) — мова південно-західної підгрупи даргінської групи нахсько-дагестанських мов.
Сірхінською розмовляють сірхінці, що проживають в основному в Дахадаєвському та Акушинському районі Дагестану (басейн річки Хулахерк).
Число носіїв мови 20497 осіб (за даними перепису населення РФ 2002 року).
Вирізняють говори:
- верхньо-сірхінський (на півдні Акушинського р-ну): села Цугні, Наці, Наккі, Кассагумахі та ін.;
- урарі (захід Дахадаєвського р-ну): села Урарі, Дуккар та ін.;
- гуладти (захід Дахадаєвського р-ну): села Гуладти, Мірзіта та Хуршні;
- урцакі (центр Дахадаєвського р-ну): село Урцакі;
- бакні (центр Дахадаєвського р-ну): села Бакні та Сутбук;
- карбук (центр Дахадаєвського р-ну): село Карбучімахі;
- урагі (центр Дахадаєвського р-ну): села Сурбачі, Гузбая, Мукракарі, Урагі, Уркутамахі та Дзілебкі.

Говір урагі сильно відрізняється від інших говорів сірхінської мови. Серед думок фахівців існує тенденція виділяти її у окрему мову.